# Hypena sabinis
Hypena sabinis là một loài bướm đêm trong họ Erebidae.